# BPG-2000 Paveway III
La BPG-2000 es una bomba penetradora guiada de 907 kilogramos (2000 libras) desarrollada en España por Expal S.A. y usada por el Ejército del Aire de España en sus aviones EF-18 Hornet. Utiliza el sistema de guiado láser semiactivo de origen estadounidense Paveway III y es similar a la GBU-24 pero más ligera. Su función es atacar objetivos fuertemente protegidos con alta precisión en el impacto.

### Desarrollos relacionados
- GBU-24 Paveway III

### Listas relacionadas
- Anexo:Aeronaves y armamento del Ejército del Aire de España